# Макколл (Південна Кароліна)
Макколл (англ. McColl) — місто (англ. town) в США, в окрузі Марльборо штату Південна Кароліна. Населення — 2070 осіб (2020).

## Географія
Макколл розташований за координатами 34°39′59″ пн. ш. 79°32′39″ зх. д. / 34.66639° пн. ш. 79.54417° зх. д. (34.666518, -79.544169).  За даними Бюро перепису населення США в 2010 році місто мало площу 2,72 км², з яких 2,72 км² — суходіл та 0,00 км² — водойми.

## Демографія
Згідно з переписом 2010 року, у місті мешкали 2174 особи в 882 домогосподарствах у складі 590 родин. Густота населення становила 799 осіб/км².  Було 993 помешкання (365/км²).
Расовий склад населення:
| - 56,8 % — білих - 22,7 % — чорних або афроамериканців - 16,7 % — корінних американців - 0,1 % — азіатів |

До двох чи більше рас належало 3,0 %. Частка іспаномовних становила 1,9 % від усіх жителів.
За віковим діапазоном населення розподілялося таким чином: 25,3 % — особи молодші 18 років, 61,4 % — особи у віці 18—64 років, 13,3 % — особи у віці 65 років та старші. Медіана віку мешканця становила 37,3 року. На 100 осіб жіночої статі у місті припадало 92,0 чоловіків;  на 100 жінок у віці від 18 років та старших — 89,4 чоловіків також старших 18 років.
Середній дохід на одне домашнє господарство  становив 31 096 доларів США (медіана — 24 323), а середній дохід на одну сім'ю — 34 906 доларів (медіана — 28 816). Медіана доходів становила 31 300 доларів для чоловіків та 28 357 доларів для жінок. За межею бідності перебувало 33,3 % осіб, у тому числі 48,4 % дітей у віці до 18 років та 19,0 % осіб у віці 65 років та старших.
Цивільне працевлаштоване населення становило 833 особи. Основні галузі зайнятості: виробництво — 31,1 %, освіта, охорона здоров'я та соціальна допомога — 23,0 %, транспорт — 8,5 %, науковці, спеціалісти, менеджери — 6,6 %.